# Адреналектомія
Адреналектомія — це хірургічна операція з видалення одного або обох наднирників.

## Показання до операції
Новоутворення наднирникових залоз - адренокортикальна аденома, адренокортикальна карцинома, феохромоцитома.

## Підходи до виконання
- Відкритим доступом. Виконується лапаротомія з подальшим доступом до заочеревинного простору, в ділянці якого розташована нирка на верхньому полюсі якої ідентифікується наднирник.
- Мініінвазивний доступ. У 2—3 ділянках виконуються невеликі доступи (1,2 — 2 см в діаметрі) до заочеревинного простору, в які заводяться троакари. В один з троакарів подається відеокамера, в решту — маніпулятори, за допомогою яких виконується видалення наднирника. Цей спосіб є менш травматичним для пацієнта, оскільки немає великої операційної рани, яка є при лапартомії.

## Післяопераційний перебіг
При видаленні обох наднирників, необхідне проведення замісної терпії стероїдними гормонами кортизоном та гідрокортизоном.